# Sean Ryan
Sean Ryan (Hixson, 13 de agosto de 1992) é um ex-maratonista aquático estadunidense.

## Carreira

### Rio 2016
Ryan competiu nos 10 km masculino nos Jogos Olímpicos de Verão de 2016 ficando na 13º colocação.